# 妖艶毒婦伝 般若のお百
『妖艶毒婦伝 般若のお百』（ようえんどくふでんはんにゃのおひゃく）は、1968年公開の日本映画。宮園純子主演・石川義寛監督。東映京都撮影所製作・東映配給。モノクロ映画。

## 概要
1968年から1969年にかけて全3作品が製作された宮園純子主演による『妖艶毒婦伝』シリーズの第一作。
歌舞伎や講談でも有名な江戸中期の毒婦・妲己のお百をモデルに、夜鷹の母から淫らな血を受け継いだ女の宿命と、愛欲の爆発を描く。最初からシリーズ化が発表され、本作は東映京都撮影所製作でモノクロだったが、監督が中川信夫に交代した第二作『妖艶毒婦伝 人斬りお勝』、第三作『妖艶毒婦伝 お勝兇状旅』は、東映東京撮影所の製作でカラー映画となり、宮園の役名も第一作がお百で、第二作、第三作ではお勝に変わり、さらに同じお勝でも同一人物でなく、シリーズは繋がりがない。

## あらすじ
浅草・奥山の掛小屋の花形太夫・お百は夜鷹の子として生まれた。美しく成長したお百は、妖艶この上ない美貌と柔肌を持ち、男という男を地獄の底に突き落とす怖い毒婦の本性を次第に表す。やがて金塊強奪の一味に加わるが、裏切られ捕らえられて佐渡へ流された。強欲な島役人や獣性を剥き出しにする無宿人どもの中に投げ込まれるが、色仕掛けで島抜けに成功。お百は悪党一味を誘い、再び金塊強奪を企てる。

## キャスト
- お百：宮園純子
- 恩田新九郎：村井国夫
- 仙石伊織：南原宏治
- 榊兵衛：高野真二
- 権十郎：小松方正
- お紋：三島ゆり子
- 雪：小島恵子
- 南蛮鉄の文造：関山耕司
- と金の渡次：芦屋雁之助
- 小宮山周防：関根永二郎
- 阿波徳：堀正夫
- 岡村外記：中村錦司
- 田村六藤次：高並功
- 上総屋総兵衛：那須伸太朗
- 八兵衛：川浪公次郎
- 牛若の沢市：平河正雄
- 弁慶綱五郎：藤本秀雄
- 伊勢長：大城泰
- 五斗竹：畑中伶一
- 生田の庄八：堀田真三
- 甚吉：阿波地大輔
- お時：岡田千代
- 音羽の巳之吉：若山富三郎

## スタッフ
- 監督：石川義寛
- 企画：岡田茂、松平乗道
- 原案：高橋猛
- 脚本：高田宏治
- 撮影：山岸長樹
- 美術：富田治郎
- 照明：井上孝二
- 録音：東城絹児郎
- 音楽：津島利章
- 編集：堀池幸三

## 製作

### 企画
企画は当時の東映映画本部長兼企画製作部長兼京都撮影所（以下、東映京都）所長・岡田茂プロデューサー。脚本の高田宏治は「"極妻"に至るぼくの女侠路線の原点」と話しているが、岡田の着想はエロ要素を押し出した"毒婦もの"であった。岡田が女優の活路を構想し、東映の新シリーズ"毒婦もの"第一弾として本作を企画した。
本作公開の1か月前から、同じ岡田企画で東映初の"女侠もの""女ケンゲキ"藤純子主演の「緋牡丹博徒」が始まっており、同じ傾向の女侠映画を二つやる必要はなかった。『大奥㊙物語』が興したエロ時代劇のブームで、当時は異常性愛路線も敷かれ、女だてらに刺青いっぱいの女剣戟の流行を合わせ、"毒婦"猟奇路線と東映"名物"セックス路線（東映ポルノ）に加えて女侠をミックスした新シリーズである。"毒婦もの"というのは戦前から作られていた映画ジャンルで、高橋お伝や阿部定、夜嵐お絹といった歴史的に世間を騒がせた実録女性犯罪を取り上げた映画を指す。本作の主人公・お百とは、生い立ち等がかなり違うが、江戸時代を代表する毒婦・妲己のお百のことで、本作は実録映画でもある。主演の宮園純子には脱ぐことを条件に主演オファーを出した。
岡田は1964年2月に東映京都所長就任以降も当初は時代劇中心のラインナップを組んだが、興行不振が続くため、1965年に時代劇をテレビに移す決断を下し、岡田が東映京都所長就任前の1963年に54本作られた時代劇を他のジャンルの映画に転換する過程に於いて、「映画ではテレビでは出来ない"不良性感度"映画を製作する」と宣言し、東映京都の専門である時代劇からの転換が比較的容易なヤクザとエロを二本柱に、1965年に「東映好色新路線」としてエロ映画を大手映画会社で初めて路線化する方針を打ち出した。岡田は1969年の東映社内報で「セックス、暴力といったものは娯楽映画の基礎的条件の一つで、表現形式はいろいろ変わっていくと思いますが、消えるということはありませんよ」などと述べている。
1965年に発表された「東映好色新路線」第一弾は『四畳半襖の下張』（『四畳半物語 娼婦しの』）だったが、公開が1年延びた。さらに藤純子主演で『毒婦・高橋お伝』、大川橋蔵主演『女犯破戒』、『番町人肌絵図』（下飯坂菊馬脚本を予定）、平安朝時代のセックスと暴力を描く佐久間良子主演『女盗賊』、井原西鶴原作の『好色親不孝』（野口竜雄脚本を予定）、明治・大正・昭和と三代の売春三部作『日本売春伝』（佐治乾脚本を予定）、『大奥㊙物語』を製作すると発表した。しかし『毒婦・高橋お伝』は藤純子に拒否され、代わりに配役した佐久間良子には、「作品の意図は分かるけれど、好色路線といわれては出る気はしません」と断固拒否され、大川橋蔵のために企画した延命院日当を描く『女犯破戒』も「ボクにできるわけがない」と拒否され、小川知子には『尼寺㊙物語』で「もっと裸になれ！」と怒鳴り、東映から逃げられるなど、東映の看板俳優たちに嫌がられ、なかなか路線化に至らず、エロ路線が軌道に乗るには製作まで2年を要した『大奥㊙物語』の大ヒットまでかかった。1965年に企画に挙げた『毒婦・高橋お伝』が岡田が発案した最初の"毒婦もの"とみられ、"毒婦もの"を1967年から実行に移したいと考えていたが、"大奥もの"が当たったため先延ばしになっていた。1968年6月の映画誌で岡田が"毒婦もの"について、「1969年の正月映画として準備している"刺激性路線"『妖婦百人』。登場人物は題名どおり高橋お伝、妲己のお百、夜嵐お絹その他、有名な妖婦、毒婦を総登場させてドラマを構成する。誰が明治時代の妖婦で、誰が徳川時代の毒婦であっても一切お構いなし。そういうことにこだわらず型破りに作ってみせる。今までは"逃げ"の週間といわれていた番組も、これからは、この種の見せ場のはっきりとした企画の作品で逆に"儲け"の週間番組に切り替えてみせる」などと述べており、このうち、妲己のお百を取り上げたのが本作。石井輝男とやった異常性愛路線での『明治大正昭和 猟奇女犯罪史』や、牧口雄二に撮らせた『戦後猟奇犯罪史』『毒婦お伝と首斬り浅』などは、"毒婦オールスター映画"のようなもので、これらは今日、映画は勿論、テレビの再現ドラマでよく作られる実録犯罪ものや、東映実録路線のハシリに位置し、伊藤俊也は「猟奇犯罪史」というのは岡田社長から持ち出された企画と述べている。
1968年5月に岡田茂が映画本部長兼企画製作部長に就任し、東映の映画製作は岡田に一任された。ここから岡田の指揮下で、東映は暴力とエロを前面に押し出した"不良性感度路線"を突き進み、特異なエネルギーを放った。本作の一つ前の番組が『ごろつき』／『不良番長』、一つ後が『人生劇場 飛車角と吉良常』／『夜の歌謡シリーズ 命かれても』、二つ前が『徳川女刑罰史』であった。
1965年の正月大作『徳川家康』が不振だったことから、岡田は1965年に製作予定だった時代劇の大半を中止させ、以降は正統的時代劇はめっきり減り、岡田が東映京都所長就任前の1963年に54本作った時代劇は、1968年に0になり、エロかグロ要素を含む時代劇設定の映画が『忍びの卍』、『尼寺㊙物語』、『徳川女系図』、『怪談 蛇女』『怪猫 呪いの沼』、『大奥絵巻』と本作も含む7本で、『怪談蛇女』以外の6本が岡田企画であった。

### 監督
監督の石川義寛はシリーズ二作目『妖艶毒婦伝 人斬りお勝』、三作目『妖艶毒婦伝 お勝兇状旅』の監督・中川信夫の弟子。新東宝時代に中川の怪談映画に助監督や脚本として就いた人で、1961年の新東宝倒産で、1963年に東映所属になったとされるが、1964年に岡田茂が東映京都所長に就任以降、監督は東映を辞めさせられたり、テレビ時代劇などに配当転換させられたため、本作製作時に東映に所属していたかは分からないが、1971年に三船プロダクションに移籍したとされ、それまでは東映が製作に関わった『水戸黄門』『大奥』など、主に東映のテレビ時代劇を演出していた。東映での監督作は1968年のお盆映画『怪猫呪いの沼』と本作のいずれも岡田企画の2本で、本作が最後の映画監督作。

### キャスティング
主演の宮園純子は1960年に東映ニューフェイス第7期合格後、東映が量産するプログラムピクチャーに多数出演するが、主演にはなかなか抜擢してもらえず、本作が入社8年目にして初主演作。宮園はおとなしいなどと評され、"清純派"イメージの女優であったが、宮園には脱ぐことを条件に主演オファーがなされ、相当悩んだ末に「この役はぜひやりたかった。だから脱いでも構わない。これから大女優になりたい。頑張り続けた8年間が報われる」と決心し、主演オファーを受けた。

## 作品の評価

### 興行成績と影響
意外に地方で大受けし、シリーズ化が正式決定。1968年から1969年にかけて、各社で女侠もの、女侠客映画が大流行したため、宮園主演で新たに『おんな刺客卍』が製作されるなど、宮園は一時、東映の主演級女優になったが、長くは続かず、1971年に『水戸黄門』のレギュラーになってからは映画から離れた。

## 同時上映
『ごろつき』
監督：マキノ雅弘 脚本：石松愛弘 主演：高倉健